# Тибужде
Тибужде (на сръбски: Тибужде или Tibužde) е село в Югоизточна Сърбия, Пчински окръг, Град Враня, община Враня.

## География
Селото се намира във Вранската котловина, край двата бряга на Тибушката река. По своя план е пръснат тип селище, съставено от махали и отделни къщи. Отстои на 7,5 км югоизточно от общинския и окръжен център Враня, на 2,8 км от село Златокоп, на 3,4 км югозападно от село Лева Река и на североизток от село Долно Требешино.

## История
През 1870 година в местната църква „Рождество Богородично“ работи иконописецът Аврам Дичов.
По време на Първата световна война селото е във военновременните граници на Царство България, като административно е част от Вранска околия на Врански окръг и е център на Тибушката община.
По време на българското управление в Поморавието в годините на Втората световна война, Слави Ник. Деянов от Вакарел е български кмет на Тибужде от 1 септември 1941 година до 13 май 1942 година. След това кметове са Стоян Н. Атанасов от Новоселяне (2 юли 1942 - 19 септември 1943) и Димитър Н. Данов от Водица (19 септември 1943 - 9 септември 1944).

## Население
Според преброяването на населението от 2011 г. селото има 1285 жители.

### Етнически състав
Данните за етническия състав на населението са от преброяването през 2002 г.
- сърби – 1239 жители (99,67%)
- македонци – 2 жители (0,16%)
- българи – 2 жители (0,16%)